# Biografielijst Do

## Do
- Do (1981), Nederlands zangeres (Dominique van Hulst)

## Dob

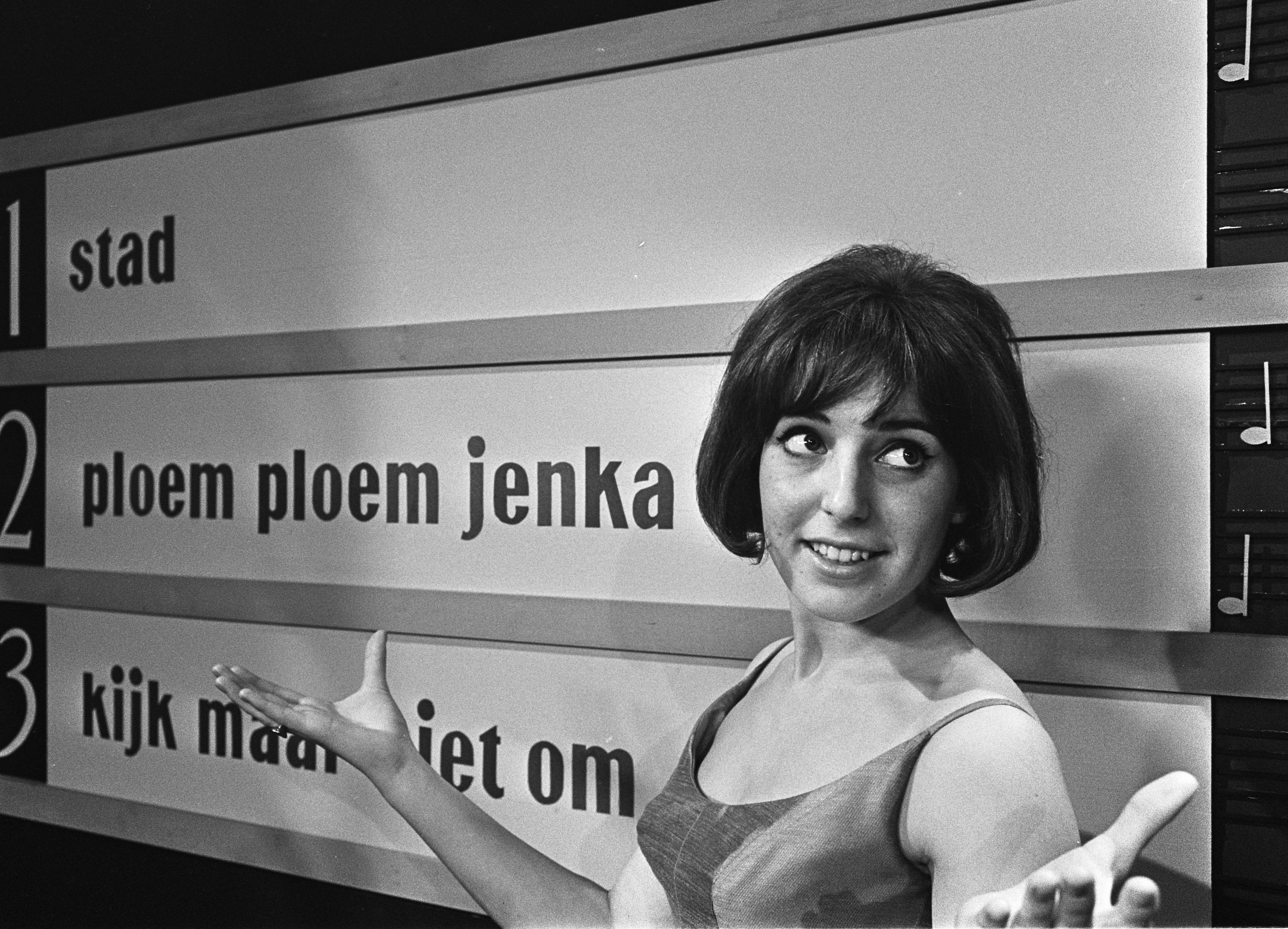
Trea Dobbs

- Joost Dobbe (1981), Nederlands singer-songwriter
- Theo Dobbe (1901-1944), Nederlands verzetsstrijder in WOII
- Willy Dobbe (1944), Nederlands omroepster en presentatrice
- Leonardus Dobbelaar (1942-2008), Nederlands bisschop van Nekemte in Ethiopië
- Georges Dobbels (1910-1988), Belgisch beeldhouwer
- Willem Hilbrand van Dobben (1907-1999), Nederlands ornitholoog, botanicus en landbouwkundige
- Jochem Dobber (1997), Nederlands atleet
- Trea Dobbs (1947), Nederlands zangeres
- Dave Dobbyn (1957), Nieuw-Zeelands musicus
- Patryk Dobek (1994), Pools atleet
- Alfred Döblin (1878-1957), Duits schrijver
- Lisa Dobriskey (1983), Brits atlete
- Carrie Dobro (1957), Amerikaans actrice, filmregisseuse en filmproducente
- Anastasia Dobromyslova (1984), Russisch dartster
- Georgi Dobrovolski (1928-1971), Russisch kosmonaut
- Natalja Dobrynska (1982), Oekraïens atlete
- Tamara Dobson (1947-2006), Amerikaans fotomodel en actrice
- Mathieu Doby (1982), Frans-Belgisch kajakker
- Theodosius Dobzhansky (1900-1975), Oekraïens-Amerikaans geneticus, entomoloog, evolutiebioloog en theïstisch evolutionist

## Doc
- Tommy Docherty (1928-2020), Schots voetballer en voetbalcoach
- Tijn Docter (1972), Nederlands acteur
- Arthur Docters van Leeuwen (1945-2020), Nederlands ambtenaar, openbaar aanklager en schrijver
- Willem Marius Docters van Leeuwen (1880-1960), Nederlands botanicus en entomoloog

## Dod

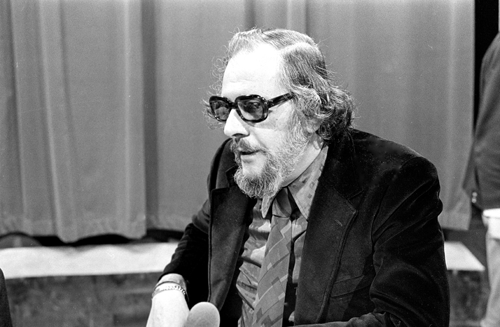
Joop Doderer

- Chris Dodd (1944), Amerikaans politicus
- Daniela Dodean (1988), Roemeens tafeltennisster
- Heimito von Doderer (1896-1966), Oostenrijks schrijver
- Joop Doderer (1921-2005), Nederlands acteur
- Rembertus Dodonaeus (1517/18-1585), Vlaams arts en plantkundige
- Calaway H. Dodson (1928-2020), Amerikaans botanicus
- Major Dodson (2003), Amerikaanse (jeugd)acteur

## Doe
- Samuel Doe (1950/51-1990), Liberiaans dictator
- Daniil Doebov (1996), Russisch schaker
- Boris Doebrovsky (1939-2023), Sovjet-Russisch roeier
- Louis Doedel (1905-1980), Surinaams vakbondsleider
- Ferry Doedens (1990), Nederlands acteur en zanger
- Piet Doedens (1942-2022), Nederlands advocaat
- Aleksej Doedoekalo (1976), Russisch autocoureur
- Jaap van der Doef (1934-2025), Nederlands politicus
- Hendrik Doeff (1777-1835), Nederlands VOC-functionaris
- Hans van den Doel (1937), Nederlands econoom en PvdA-politicus
- Hans van den Doel (1955-2010), Nederlands burgemeester
- Wim van den Doel (1962), Nederlands historicus
- Sikke Doele (1942-2002), Nederlands-Fries schrijver, dichter en journalist
- Johan Doeleman (1880-1957), Nederlands kunstschilder
- Joeri Doemtsjev (1958-2016), Sovjet-Russisch/Russisch atleet
- Sunny Doench (1972), Amerikaans actrice en zangeres
- Anna Wilhelmina van Doerne (1682-?), Vrouwe van Asten (1716-1720)
- Everard van Doerne (ca.1385-1462), Nederlands bestuurder en edelman
- Everard van Doerne (ca.1465-1526), Nederlands bestuurder en edelman
- Everard van Doerne (ca.1636-1705), heer van Asten (1656-1705)
- Gevard van Doerne (ca.1305-1350), Nederlands ministeriaal
- Gevard van Doerne (ca.1360-1408), Nederlands bestuurder en edelman
- Gevard van Doerne (ca.1355-1427), Nederlands ministeriaal en bestuurder
- Hendrick van Doerne (ca.1435-1508), Nederlands edelman
- Hendrick van Doerne (ca.1500-1545), Nederlands bestuurder en geestelijke
- Jan van Doerne (ca.1395-1462), Nederlands ministeriaal en bestuurder
- Jan van Doerne (ca.1508-1606), Nederlands bestuurder
- Willem van Doerne (ca.1330-1381), Nederlands ministeriaal
- Jan van der Does (1545-1604), Nederlands humanist, politicus en dichter
- Max van der Does (1950), Nederlands atleet
- Pieter van der Does (1562-1599), Nederlands bestuurder en admiraal
- Cees Doesburg (1941), Nederlands voetballer
- Els van Doesburg (1989), Nederlands-Belgisch politica
- Johan Doesburg (1955-2025), Nederlands toneelregisseur
- Lloyd Doesburg (1960-1989), Surinaams-Nederlands voetballer
- Michel Doesburg (1968), Nederlands voetballer
- Nelly van Doesburg (1899-1975), Nederlands pianiste, danseres en schilderes
- Pepijn Doesburg (2001), Nederlands voetballer
- Pim Doesburg (1943-2020), Nederlands voetballer
- Theo van Doesburg (1883-1931), Nederlands dichter, kunstenaar en kunstschilder
- Ton Doesburg (1949), Nederlands politicus
- Bracha van Doesburgh (1981), Nederlands actrice
- Hendrik Gerard van Doesburgh (1836-1897), Nederlands jurist en politiefunctionaris
- Hasanboy Doesmatov (1993), Oezbeeks bokser

## Dof

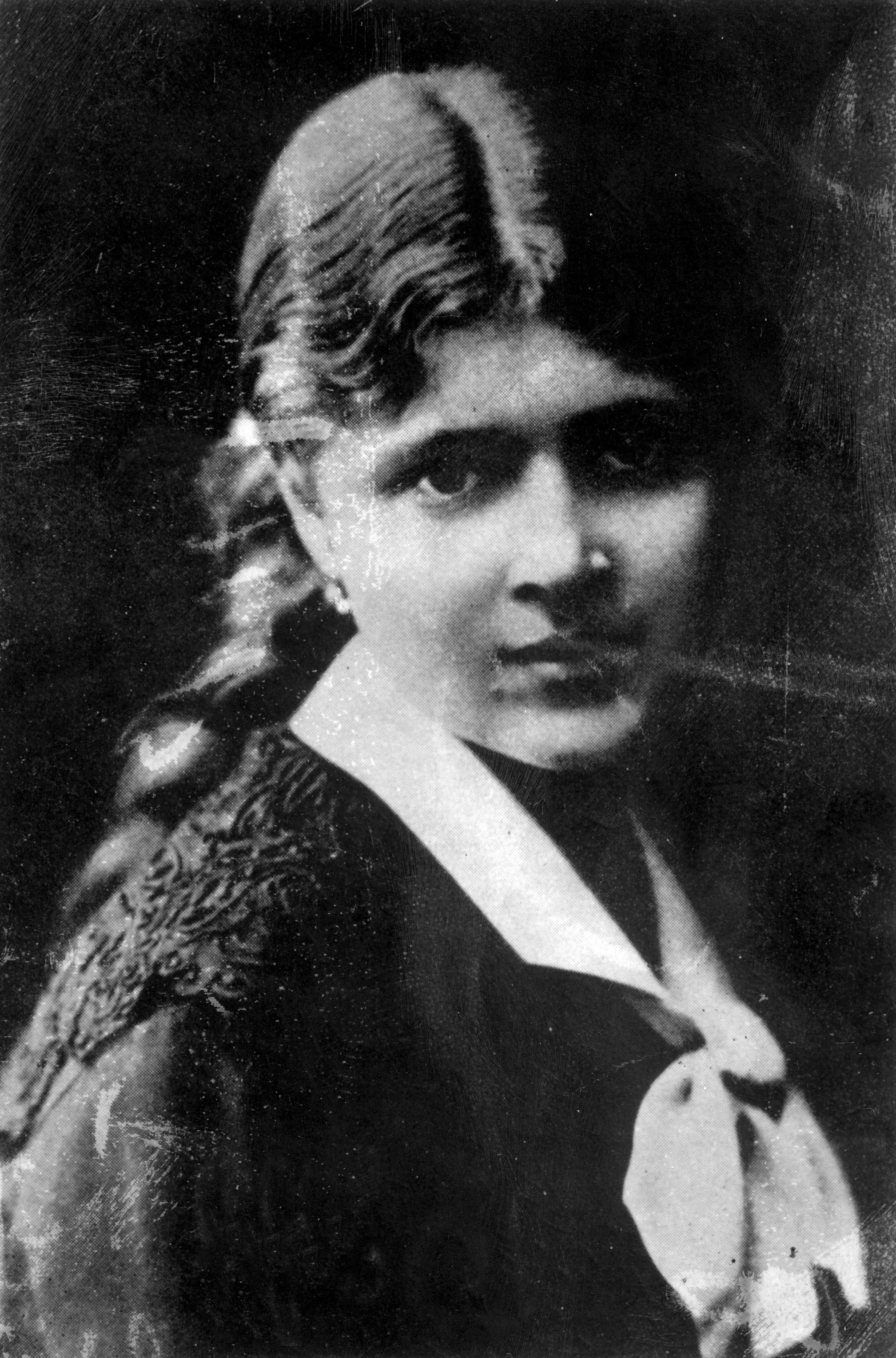
Neel Doff

- Neel Doff (1858-1942), Franstalig Nederlands schrijfster

## Dog
- Tim Dog, (1967-2013), Amerikaans rapartiest
- Aynur Doğan (1975), Koerdisch zangeres
- Burhan Doğançay, (1929-2013) Turks kunstenaar
- Nate Dogg (1969-2011), Amerikaans rapartiest
- Snoop Dogg (1971), Amerikaans rapper, zanger en acteur
- Paul Dogger (1971), Nederlands tennisser
- Valentin Dogiel (1882-1955), Russisch zoöloog

## Doh
- Denny Doherty (1940-2007), Canadees zanger en songwriter
- Erin Doherty (1992), Brits actrice
- John Doherty (1935-2007), Brits voetballer
- Ken Doherty (1969), Iers snookerspeler
- Laurence Doherty (1875-1919), Brits tennisser
- Pete Doherty (1979), Brits muzikant
- Reginald Doherty (1871-1910), Brits tennisser
- Shannen Doherty (1971-2024), Amerikaans actrice
- Albert Dohmen (1956), Duits zanger
- Ernő Dohnányi (1877-1960), Hongaars pianist en componist
- Klaus von Dohnanyi (1928), Duits politicus

## Doi
- Edward Adelbert Doisy (1893-1986), Amerikaans biochemicus en Nobelprijswinnaar

## Dok
- Anneke van Dok-van Weele (1947), Nederlands journaliste en politica
- Jelena Dokić (1983), Servisch-Australisch tennisster
- Damjan Đoković (1990), Kroatisch-Nederlands voetballer
- Novak Đoković (1987), Servisch tennisser

## Dol

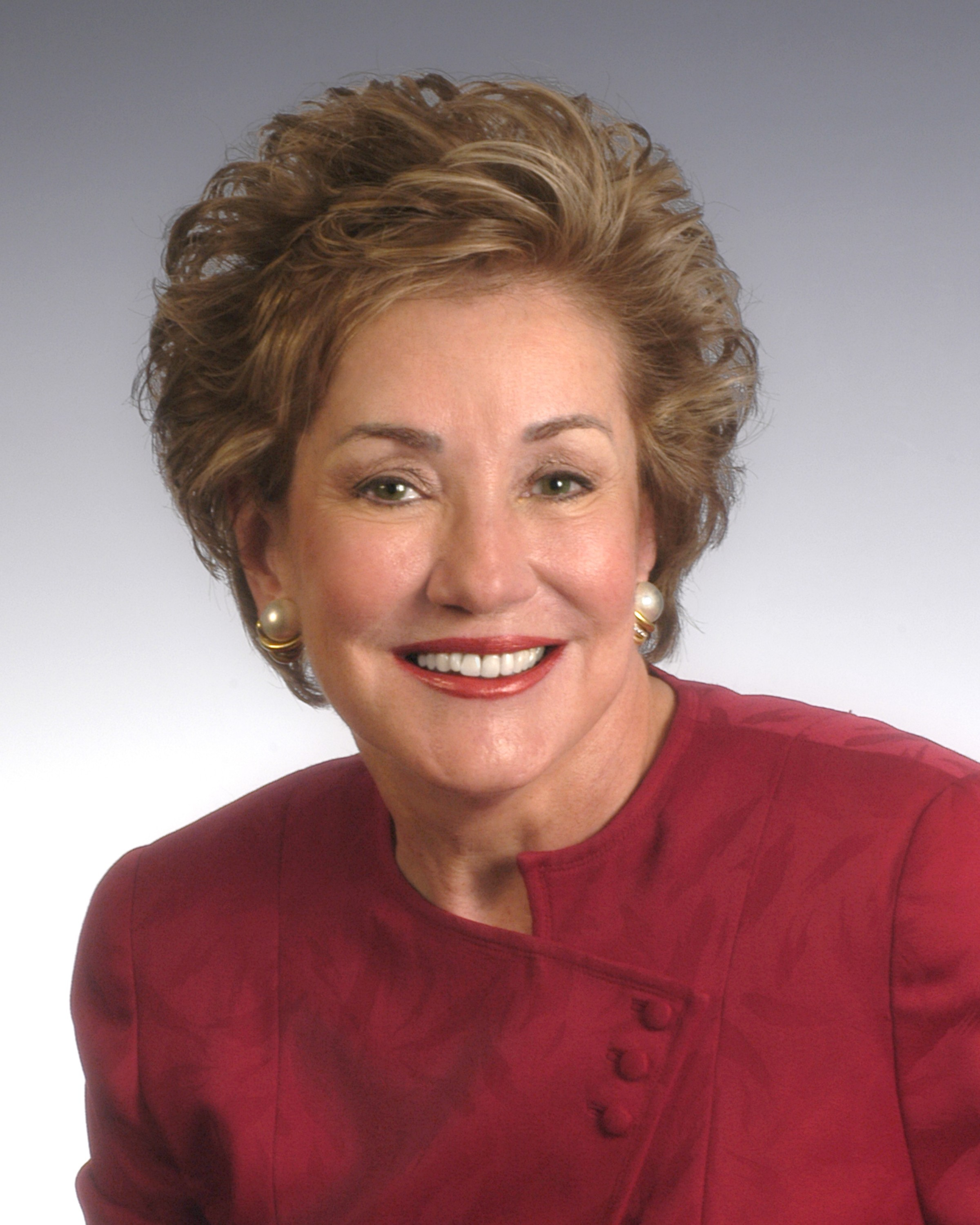
Elizabeth Dole

- Ellen Dolan (1955), Amerikaans actrice
- Joe Dolan (1939-2007), Iers zanger
- Michael Dolan (1965), Amerikaans acteur en filmregisseur
- Ion Dolănescu (1944-2009), Roemeens politicus en zanger
- Kasper Dolberg (1997), Deens voetballer
- Ray Dolby (1933-2013), Amerikaans ingenieur en uitvinder
- Thomas Dold (1984), Duits atleet
- Yvonne Dold-Samplonius (1937-2014) Nederlands wiskundige en historicus
- Wim van Dolder (1903-1969), Nederlands voetballer
- Matthias Dolderer (1970), Duits piloot
- Bob Dole (1923-2021), Amerikaans politicus
- Elizabeth Dole (1936), Amerikaans politica
- Vincent Dole (1913-2006), Amerikaans arts
- Wout van Doleweerd (1953-2006), Nederlands artiestenmanager
- Hubert Dolez (1808-1880), Belgisch politicus
- Miroslav Doležal (1919), Tsjechisch acteur
- Friedrich Dolezalek (1873-1920), Duits scheikundige
- Michail Doliwo-Dobrowolski (1862-1919), Russisch elektrotechnicus
- Benedikt Doll (1990), Duits biatleet
- Thomas Doll (1966), Duits voetballer en voetbaltrainer
- Dolla (1987-2009), Amerikaans rapper
- Marc Dollendorf (1966), Belgisch atleet
- Louis Dollo (1857-1931), Belgisch paleontoloog
- Dick Dolman (1935-2019), Nederlands politicus en Kamervoorzitter
- Léon Dolmans (1945), Belgisch voetballer
- Sergej Dolmatov (1959), Russisch schaker
- Dolphy (1928-2012), Filipijns acteur en komiek
- Sietze Dolstra (1946-2015), Nederlands cabaretier en zanger

## Dom
- Joren Dom (1989), Belgisch voetballer
- Gerhard Domagk (1895-1964), patholoog, bacterioloog en Nobelprijswinnaar
- John Doman (1945), Amerikaans acteur
- Andrea Domburg (1923-1997), Nederlands actrice
- Zsófia Döme (1992), Hongaars alpineskiester
- Hilde Domin (1909-2006), Joods-Duits dichteres en schrijfster
- Marika Dominczyk (1980), Pools actrice
- Damian Domingo (ca. 1790-ca. 1832), Filipijns kunstschilder
- Leandro Domingues Barbosa (1983-2025), Braziliaans voetballer
- Ivan Domingues (2006), Portugees autocoureur
- Belisario Domínguez (1863-1913), Mexicaans medicus en politicus
- Marta Domínguez (1975), Spaans atlete
- Pepe Domínguez (1900-1950), Mexicaans componist
- Lourdes Domínguez Lino (1981), Spaans tennisspeelster
- F.C. Dominicus (1884-1976), Nederlands taalkundige
- Jef Dominicus (1913-2001), Nederlands wielrenner
- Antoine Dominique (Fats) Domino (1928-2017), Amerikaans zanger en pianist
- Domitia Longina (ca. 53-136/140), Romeins keizerin (82-96)
- Elisabeth Domitien (1925-2005), premier van de Centraal-Afrikaanse Republiek
- Johan van Dommele (1927-2024), Nederlands organist
- Jan van Dommelen (1878-1942), Nederlands acteur en filmregisseur
- Hennie Dompeling (1966-2023), Nederlands kleiduivenschutter
- Darja Domratsjeva (1986), Wit-Russisch biatlete
- John Doms (1924-2013), Belgisch atleet
- Daphne van Domselaar (2000), Nederlands voetbalster
- Jakob van Domselaer (1890-1960), Nederlands componist

## Don

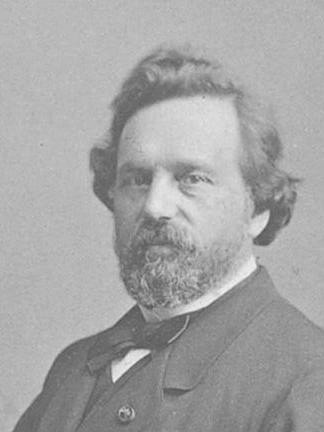
Francis Cornelis Donders

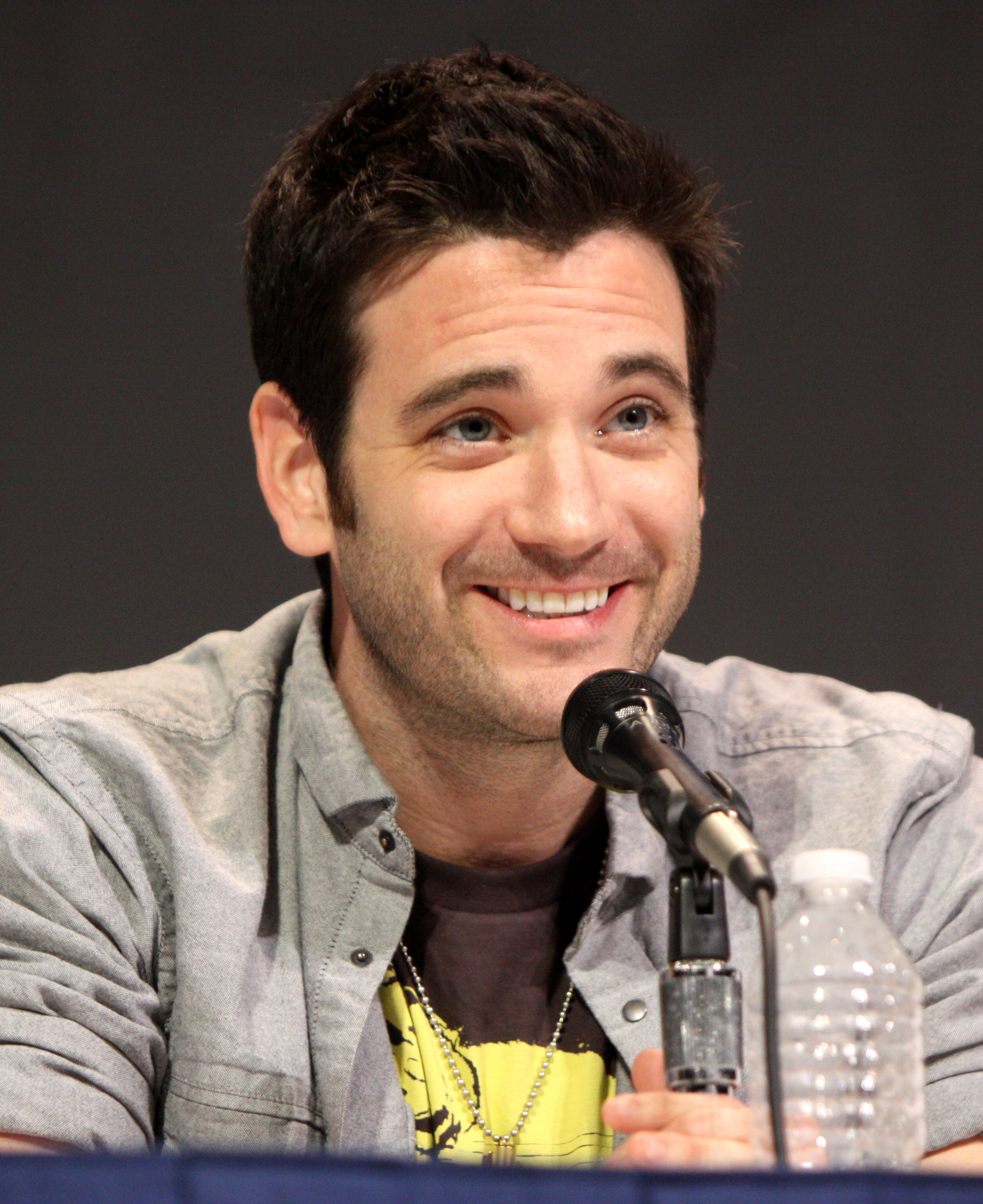
Colin Donnell, 2013

- Siobhán Donaghy (1984), Engels zangeres
- Claire Donahue (1989), Amerikaans zwemster
- Troy Donahue (1936-2001), Amerikaans acteur
- Mitchell Donald (1988), Nederlands voetballer
- Denis Donaldson (1950-2006), Noord-Iers politicus en spion
- Louis Andrew (Lou) Donaldson (1926-2024), Amerikaans jazzmuzikant en -componist
- Stephen R. Donaldson (1947), Amerikaans schrijver
- Walter Donaldson (1907-1973), Schots snookerspeler
- Donatello (1386-1466), Italiaans beeldhouwer
- Willem Frederik Donath (1889-1957), Nederlands fysioloog en hygiënist
- Fabrizio Donato (1976), Italiaans atleet
- Franco Donatoni (1927-2000), Italiaans componist
- Danilo Dončić (1969-2024), Servisch voetballer en voetbaltrainer
- Luc Donckerwolke (1965), Belgisch autodesigner
- Franciscus Cornelis Donders (1818-1889), Nederlands hoogleraar geneeskunde en fysiologie
- Désiré Dondeyne (1921), Frans componist en dirigent
- (Kasur) Gyalo Döndrub (1928-2025), Tibetaans verzetsstrijder (ook bekend met de achternaam Thondup)
- Chad Donella (1978), Canadees acteur
- Stanley Donen (1924-2019), Amerikaans filmregisseur, choreograaf en danser
- Stanislav Donets (1983), Russisch zwemmer
- Didier Donfut (1956), Belgisch politicus
- Chen Dong (1978), Chinees ruimtevaarder
- Dong Jie (1998), Chinees zwemster
- Cees van Dongen (1932-2011), Nederlands motorcoureur
- Jules van Dongen (1990), Nederlands-Amerikaans darter
- Kees van Dongen (1877-1968), Nederlands kunstschilder
- Frits van Dongen (1946), Nederlands architect
- Sjef van Dongen (1906-1973), Nederlands Noordpoolvorser en politicus
- Wies van Dongen (1931-2022) Nederlands wielrenner
- Auriol Dongmo (1990), Kameroens/Portugees atlete
- Marion Dönhoff (1909-2002), Duits journalist
- Karl Dönitz (1891-1980), Duits admiraal en staatshoofd (1945)
- Gaetano Donizetti (1797-1848), Italiaans componist
- Willem van Donjeon (1150-1209), Frans aartsbisschop
- Wim van de Donk (1962), Nederlands bestuurskundige
- Eric van der Donk (1929-2021), Nederlands acteur
- Jos van der Donk (1954), Nederlands paralympisch sporter
- Alexandrina van Donkelaar-Vink (1895-2006), Nederlands oudste persoon (2006)
- Gonne Donker (1918-2005), Nederlands langebaanschaatsenrijdster
- Leendert Antonie Donker (1899-1956), Nederlands politicus
- Nico Donkersloot (1902-1965), Nederlands letterkundige, schrijver, essayist, dichter, vertaler en politicus
- Jordanka Donkova (1961), Bulgaars atlete
- Joy Donné (1974), Belgisch politicus
- Colin Donnell (1982), Amerikaans acteur en zanger
- Donal Donnelly (1931-2010), Iers acteur
- André Donner (1918-1992), Nederlands rechtsgeleerde
- Helene Donner (1819-1909), Duits aristocrate
- Jan Donner (1891-1981), Nederlands jurist, ambtenaar en politicus
- J.H. Donner (1927-1988), Nederlands schaker, columnist en schrijver
- Johannes Hendricus Donner (1824-1903), Nederlands predikant en politicus
- Piet Hein Donner (1948), Nederlands ambtenaar en politicus
- Richard Donner (1930-2021), Amerikaans filmregisseur
- Robert Donner (1931-2006), Amerikaans acteur
- Mijntje Donners (1974), Nederlands hockeyster
- Michel Donnet (1917-2013), Belgisch generaal
- Heri Dono (1960), Indonesisch beeldend kunstenaar
- Vincent D'Onofrio (1959), Amerikaans acteur
- Joan Donoghue (1957), Amerikaans jurist, hoogleraar en rechter
- Joe Donoghue (1871-1921), Amerikaans schaatser
- Amanda Donohoe (1962), Brits actrice
- David Donohue (1967), Amerikaans autocoureur
- Mark Donohue (1937-1975), Amerikaans autocoureur
- Zachary Donohue (1991), Amerikaans kunstschaatser
- Pablo Donoso (1984), Chileens autocoureur
- Donovan (1946), Schots singer-songwriter
- Jason Donovan (1968), Australisch acteur en zanger
- Landon Donovan (1982), Amerikaans voetballer
- Jaap van Donselaar (1953-2024), Nederlands cultureel antropoloog

## Doo

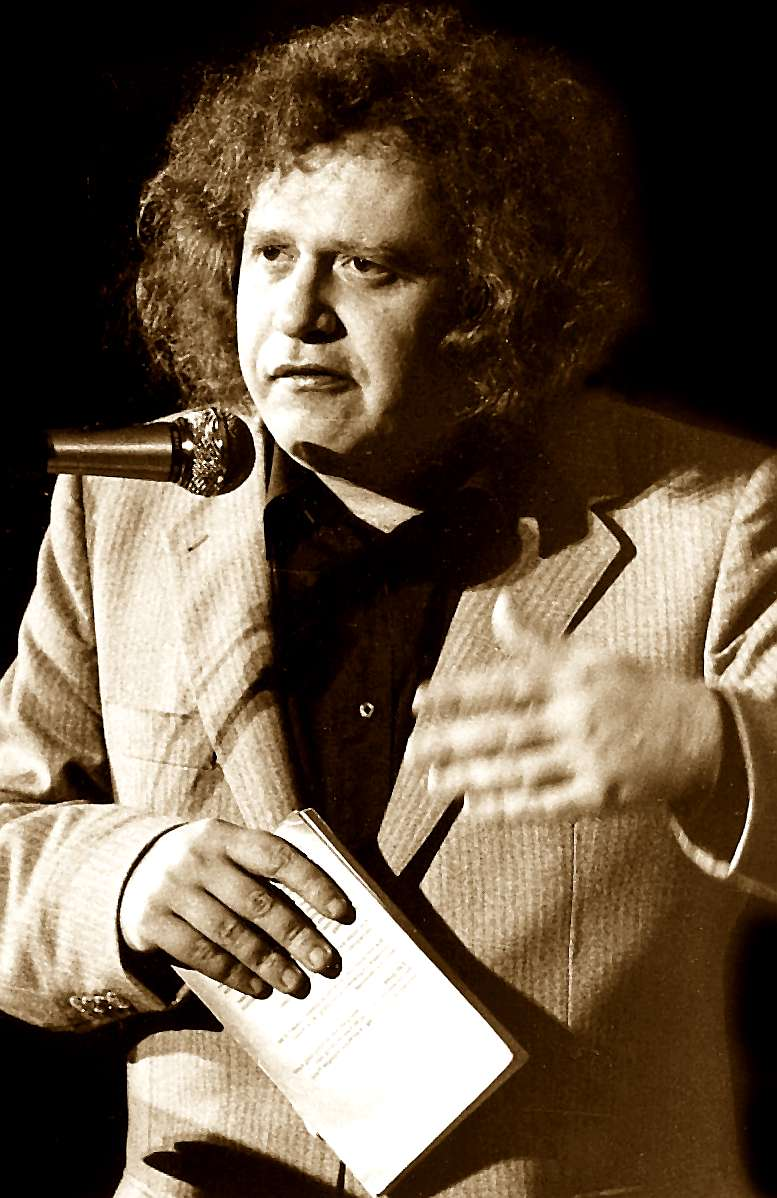
Johnny van Doorn (foto Tom Ordelman)

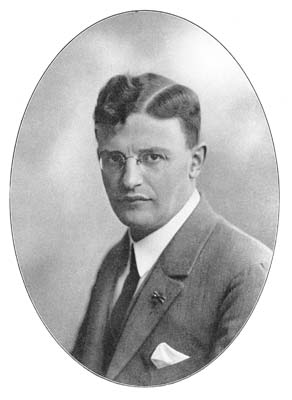
Herman Dooyeweerd

- Jack Doohan (2003), Australisch autocoureur
- James Doohan (1920), Canadees acteur
- Michael Doohan (1965), Australisch motorcoureur
- A. den Doolaard (1901-1994), Nederlands schrijver
- Shaun Dooley (1974), Brits acteur
- Alexander Doom (1997), Belgisch atleet
- Val Doonican (1927), Iers zanger en tv-presentator
- Fleur van Dooren (1989-2024), Nederlands hockeyster
- Eddy Doorenbos (1921-2013), Nederlands zanger en kunstschilder
- Agaath Doorgeest (1914-1991), Nederlands atlete
- Karel Doorman (1889-1942), Nederlands militair bevelhebber
- Willem Doorn (1836-1908), Nederlands predikant
- Annita van Doorn (1983), Nederlands shorttrackster
- Elleke van Doorn (1945), Nederlands nieuwslezeres
- J.A.A. van Doorn (1925-2008), Nederlands socioloog, columnist en publicist
- Johnny van Doorn (1944-1991), Nederlands dichter
- Mieke van Doorn (1954), Nederlands atlete
- Ate Doornbosch (1926–2010), Nederlands volkskundige en presentator
- Hub van Doorne (1900-1979), Nederlands ondernemer
- Hans van Doorneveld (1940-2008), Nederlands voetballer en voetbaltrainer
- Theo van Doorneveld (1937-1990), Nederlands voetballer
- Herman Dooyeweerd (1894-1977), Nederlands filosoof
- Jan van Dooyeweerd (1935-2005), Nederlands pikeur en paardentrainer

## Dop
- Fritz Dopfer (1987), Duits-Oostenrijks alpineskiër
- Marit Dopheide (1990), Nederlands atlete
- Cornelis Dopper (1870-1939), Nederlands dirigent en componist
- Christian Doppler (1803-1853), Oostenrijks natuurkundige

## Dor

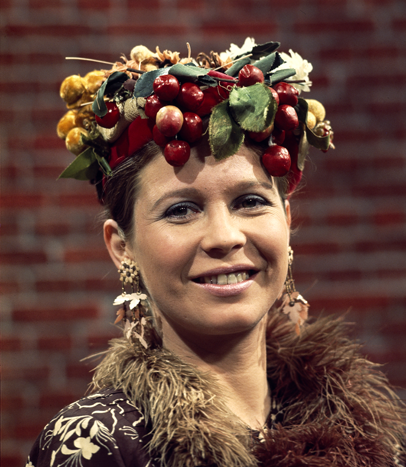
Wieteke van Dort

- David D'Or (1966), Israëlisch zanger
- Lia Dorana (1918-2010), Nederlands cabaretière en actrice
- John D'Orazio (1955-2011), Australisch politicus
- Piero Dorazio (1927-2005), Italiaans kunstschilder
- Roberto D'Orazio (1954 of 1955), Italiaans-Belgisch syndicalist en politicus
- Justin Dorey (1988), Canadees freestyleskiër
- Thomas Dörflein (1963-2008), Duits dierenverzorger
- Cliff Dorfman, Amerikaans acteur, scenarioschrijver, filmproducent en filmregisseur
- Xavier Dorfman (1973), Frans roeier
- Henk Dorgelo (1894-1961), Nederlands natuurkundige
- Marie Dorin Habert (1986), Frans biatlete
- Hans-Jürgen Dörner (1951-2022), Duits voetballer
- Gabriella Dorio (1957), Italiaans atlete
- Peter Doroshenko (1962), Amerikaans museumdirecteur
- Dorothy Dorow (1930-2017), Brits sopraan
- Fred van Dorp (1938-2023), Nederlands waterpolospeler
- Henk van Dorp (1940), Nederlands televisie- en radiopresentator en journalist (Henk Bogaarts)
- Henk van Dorp (1946-2010), Nederlands weerman
- Lizzy van Dorp (1872-1945), Nederlands econoom, jurist, politicus en feminist
- Yvonne van Dorp (1966), Nederlands atlete
- Steve van Dorpel (1965-1989), Surinaams-Nederlands voetballer
- Martinus Dorpius (1485-1525), Nederlands humanist en theoloog
- Jef Dorpmans (1925-2014), Nederlands voetbalscheidsrechter
- Ben Dörr (2005), Duits autocoureur
- Luis Michael Dörrbecker (1993), Mexicaans autocoureur
- Katrin Dörre-Heinig (1961), Duits atlete
- Jan Dorrestein (1945-2023), Nederlands golfprofessional
- Tommaso D'Orsogna (1990), Australisch zwemmer
- Johan van Dorsten (1926-2020), Nederlands schrijver
- Klaas van Dorsten (1923-2007), Nederlands verzetsstrijder en ondernemer
- Luguentz Dort (1999), Canadees basketballer
- Wieteke van Dort (1943-2024), Nederlands actrice

## Dos

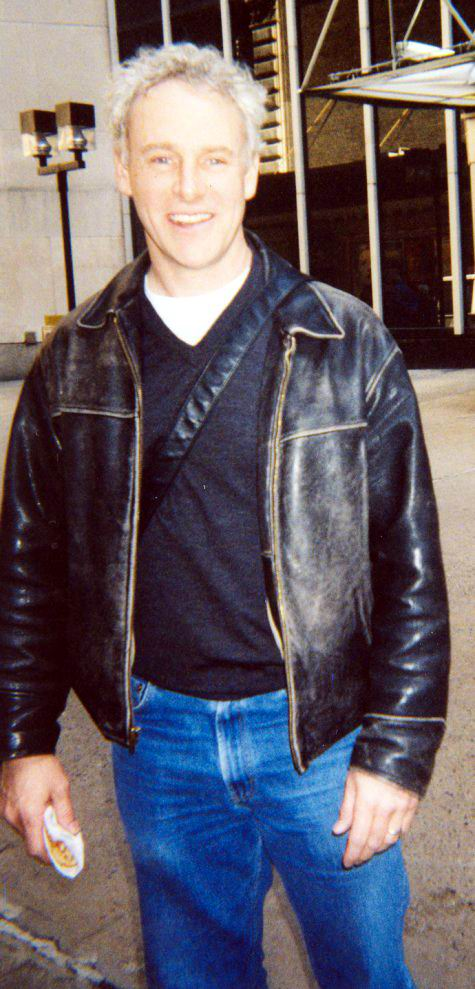
John Dossett, 2004

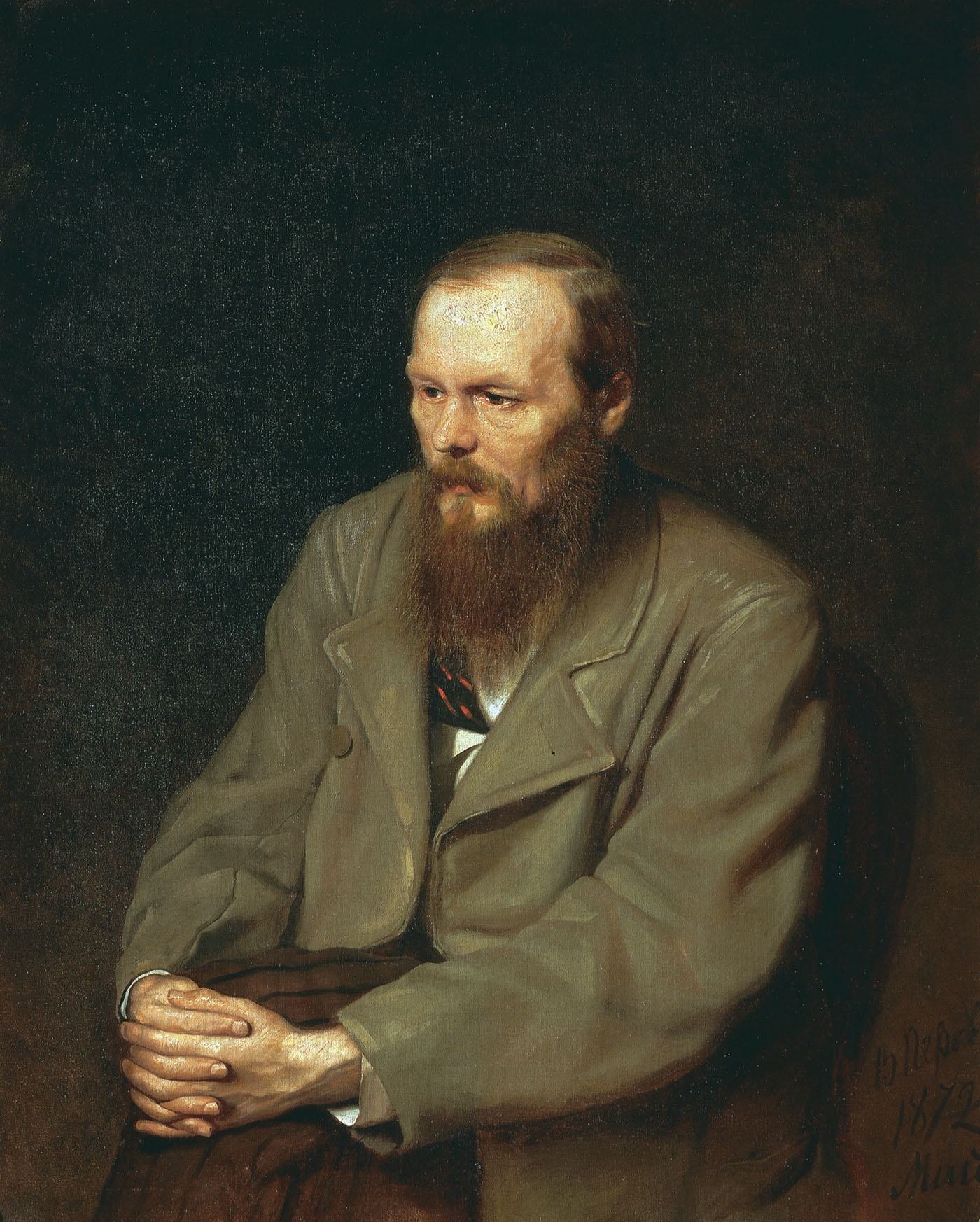
Fjodor Dostojevski

- Lodewijk Dosfel (1881-1925), Belgisch rechtsgeleerde, letterkundige, schrijver en Vlaams activist
- Balkrishna Doshi (1927-2023), Indiaas architect
- Hilde Dosogne (1969), Belgisch atlete
- Sahan Dosova (1879-2009), Kazakhstaanse vrouw, oudste mens ter wereld
- Andrea Dossena (1981), Italiaans voetballer
- John Dossett (1958), Amerikaans acteur
- Bas Dost (1989), Nederlands voetballer
- Harm Dost (1948-2022), Nederlands drugsdealer
- Marcel Dost (1969), Nederlands atleet
- Fjodor Dostojevski (1821-1881), Russisch schrijver en publicist

## Dot
- Michele Dotrice (1948), Brits actrice
- Graeme Dott (1977), Schots snookerspeler
- Luca Dotto (1990), Italiaans zwemmer

## Dou

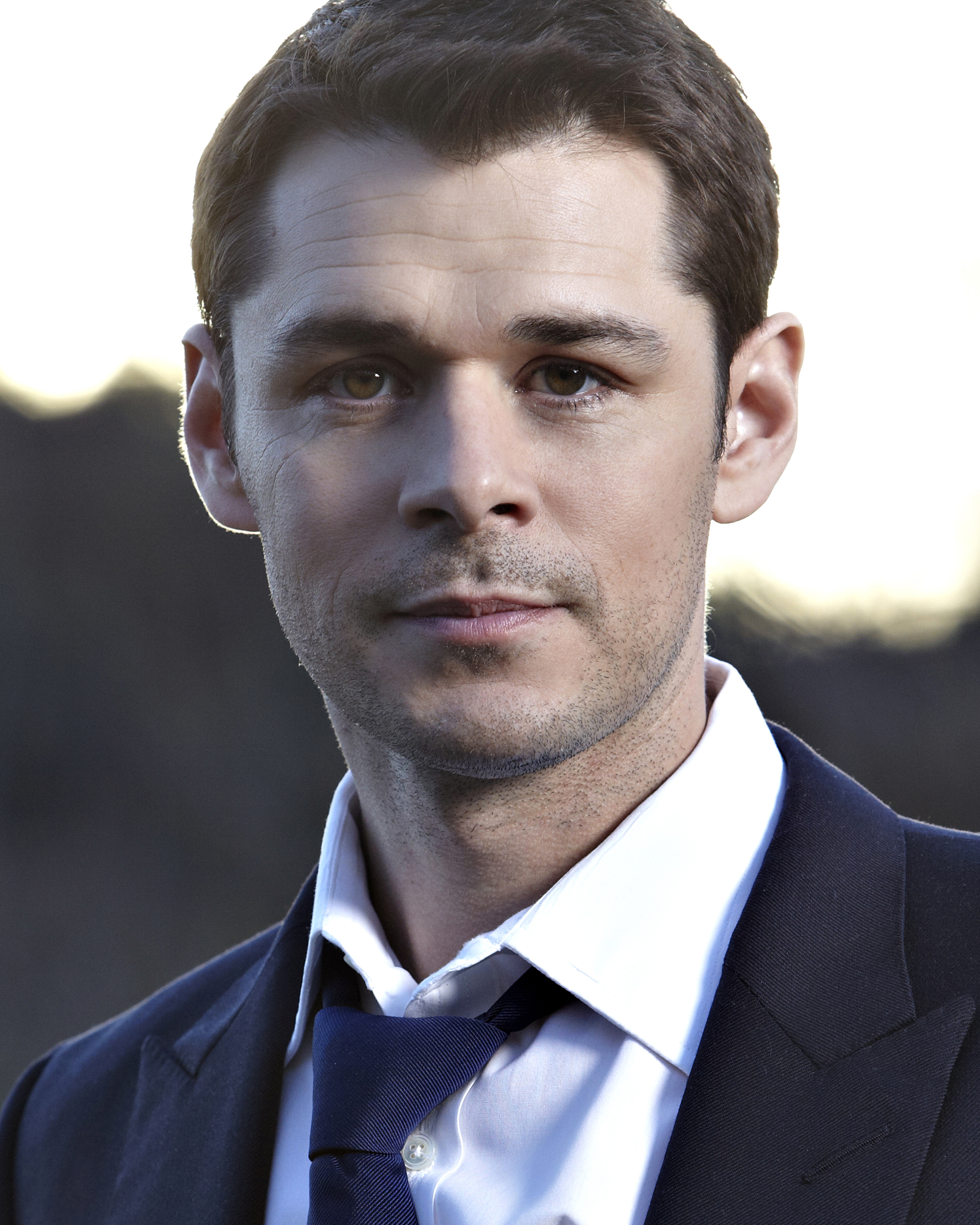
Kenny Doughty

- Gerrit Dou (1613-1675), Nederlands kunstschilder
- Thierry Doubai (1988), Ivoriaans voetballer
- Jeff Doucette (1947), Amerikaans acteur
- Ladji Doucouré (1983), Frans atleet
- Abdelmajid Doudouh (1992), Belgisch voetballer
- Noumandiez Doué (1970), Ivoriaans voetbalscheidsrechter
- Doug E. Doug (1970), Amerikaans acteur, filmregisseur, filmproducent en scenarioschrijver
- Kenny Doughty (1975), Brits acteur
- Caitlin Doughty (1984), Amerikaanse Youtuber en uitvaartonderneemster
- Douglas (1988), Braziliaans voetballer
- Caimin Douglas (1977), Nederlands atleet
- Darl Douglas (1979), Surinaams voetballer
- Franky Douglas (1948), Nederlands jazzgitarist
- Jason Douglas (1973), Amerikaanse (stem)acteur
- Jerry Douglas (1932-2021), Amerikaans acteur
- Ken Douglas (1935-2022), Nieuw-Zeelands politicus
- Kirk Douglas (1916-2020), Amerikaans acteur
- Mary Douglas (1921-2007), Brits antropologe
- Michael Douglas (1944), Amerikaans acteur, producent en regisseur
- Mike Douglas (1925-2006), Amerikaans presentator
- Rowley Douglas (1977), Brits stuurman bij het roeien
- Tommy Douglas (1904-1986), Canadees predikant en politicus
- Troy Douglas (1962), Bermudaans-Nederlands atleet
- Alec Douglas-Home (1903-1995), Brits politicus (o.a. premier)
- Kate Douglass (2001), Amerikaans zwemster
- David Douillet (1969), Frans judoka en politicus
- Cees Douma (1933-2023), Nederlands architect
- Edo Douma (1946), Nederlands acteur
- Jochem Douma (1931-2020), Nederlands theoloog, predikant, columnist, christelijk ethicus en -schrijver
- Richard Douma (1993), Nederlands atleet
- Nahawa Doumbia (1961), Malinees zangeres
- Brad Dourif (1950), Amerikaans acteur
- Fiona Dourif (1981), Amerikaans actrice
- Janus Dousa (1545-1604), Nederlands humanist, politicus en dichter
- Hanno Douschan (1989), Oostenrijks snowboarder
- Gustaaf Doussy (1881-1948), Belgisch arts en Vlaams activist
- Robert Doutreligne (1861-1921), Belgisch politicus
- Charles Douw van der Krap (1908-1995), Nederlands marine-officier en verzetsstrijder
- Pia Douwes (1964), Nederlands musicalzangeres en actrice
- Eduard Douwes Dekker (1820-1887), Nederlands schrijver
- Olaf Douwes Dekker (1941), Nederlands dichter
- Minke Douwesz (1962), Nederlands schrijfster en psychiater

## Dov
- Michail Dovgaljoek (1995), Russisch zwemmer
- Oleksandr Dovzjenko (1894-1956), Oekraïens filmregisseur en draaiboekschrijver

## Dow

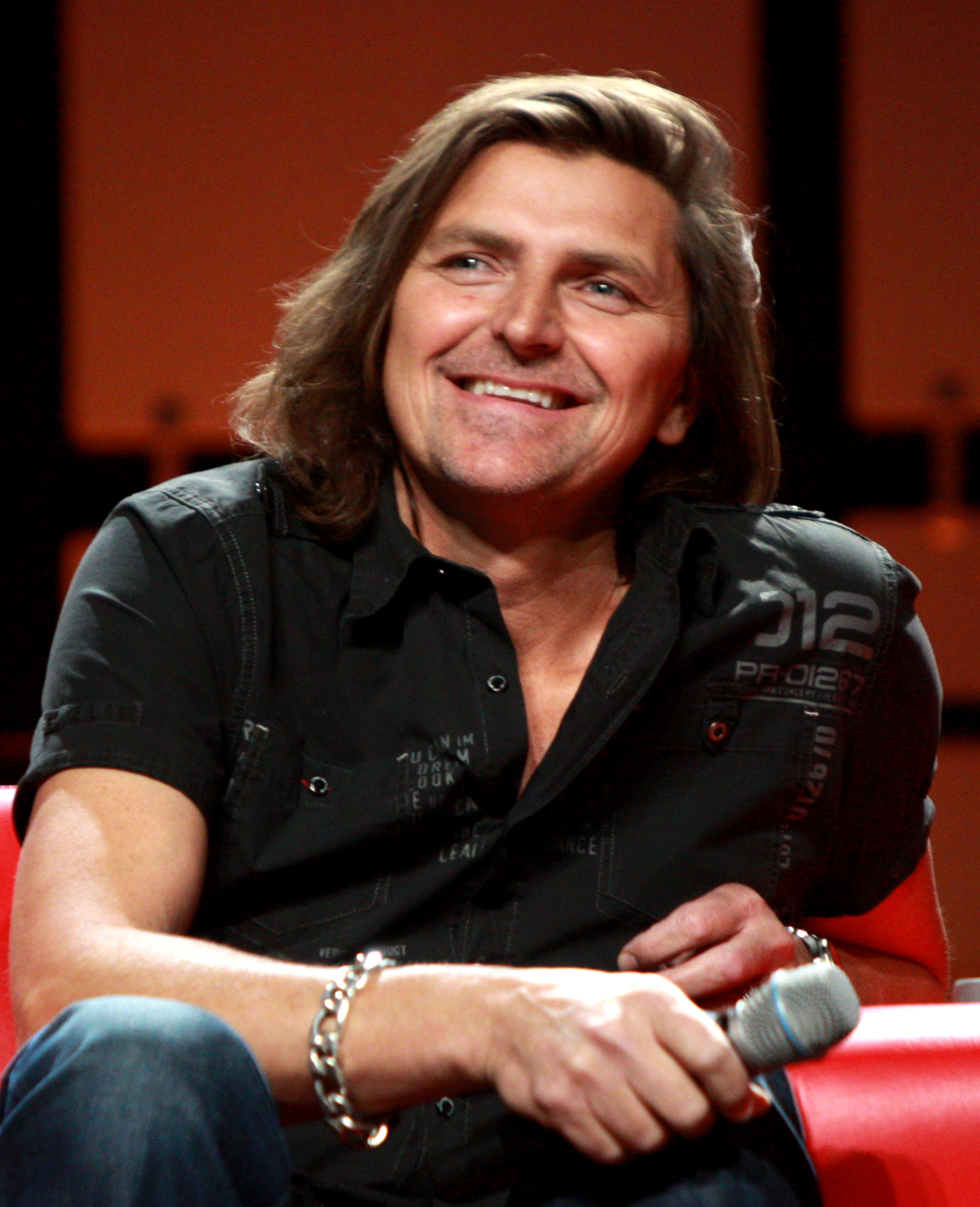
Robin Atkin Downes, 2013

- Ann Dowd (1956), Amerikaans actrice
- Tom Dowd (1926-2002), Amerikaans geluidstechnicus en muziekproducent
- Hugh Dowding (1882-1970), Brits luchtmachtofficier
- John Dowland (ca. 1563-1626), Engels componist
- Robin Atkin Downes (1976), Brits (stem)acteur
- Robert Downey jr. (1965), Amerikaans acteur
- Denise Dowse (1958-2022), Amerikaans actrice
- Michael Dowson (1960), Australisch motorcoureur

## Doy

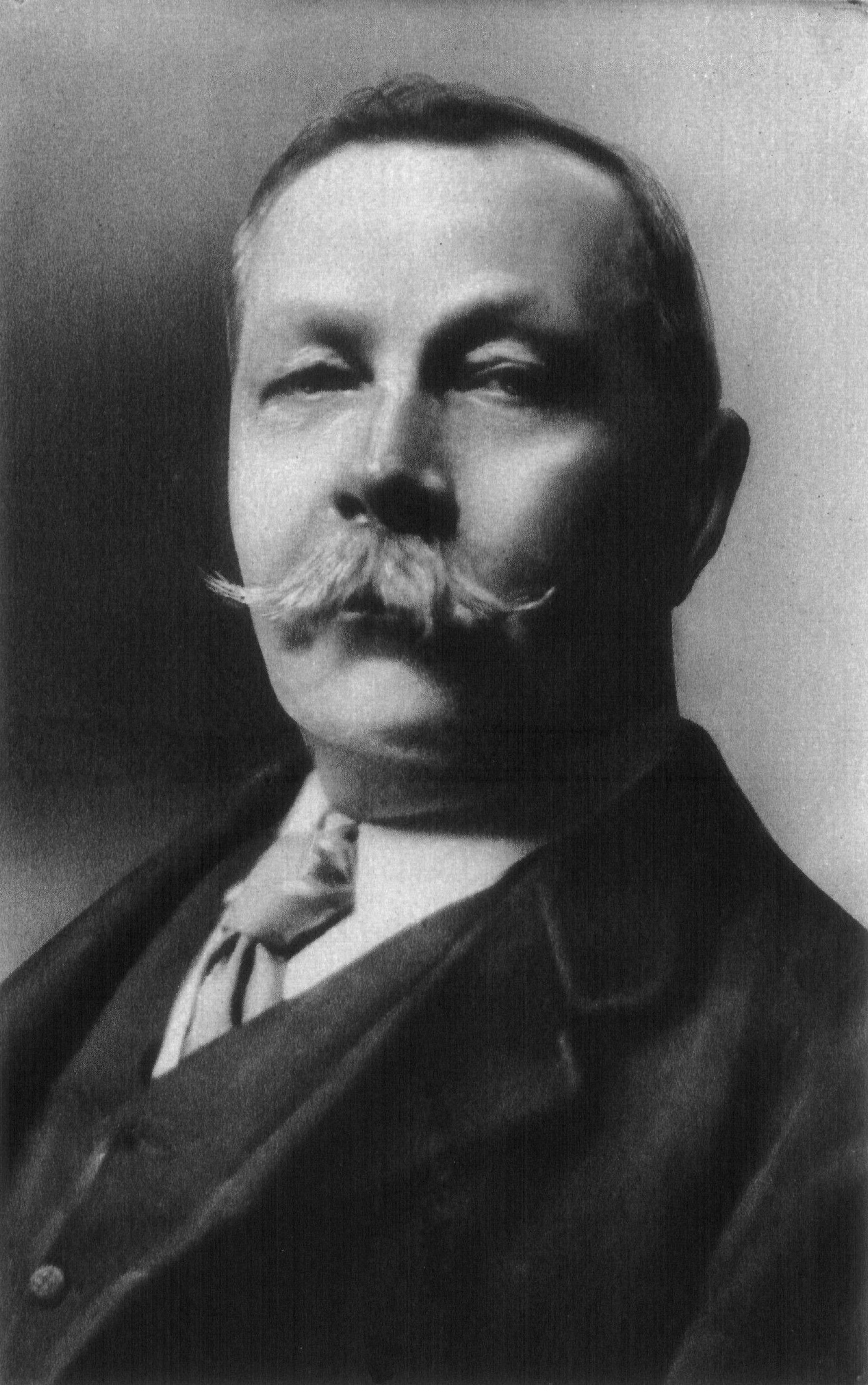
Sir Arthur Conan Doyle

- Theodoor Doyer (1955-2010), Nederlands hockeyer
- Anthony Doyle (1958-2023), Brits wielrenner
- Arthur Conan Doyle (1859-1930), Brits schrijver
- Colman Doyle (1932), Iers persfotograaf
- Jerry Doyle (1965), Amerikaans acteur en radiopresentator
- Kevin Doyle (1961), Brits acteur
- Mike Doyle (1972), Amerikaans acteur
- Roddy Doyle (1958), Iers schrijver

## Doz
- Lamont Dozier (1941-2022), Amerikaanse songwriter, producer en zanger
- PJ Dozier (1996), Amerikaans basketballer